# Kristaloidni rastvori
Kristaloidni rastvori su rastvori jona male molekulske težine, koji mogu slobodno da prolaze kroz membrane, a koncentracija natrijuma i hlora određuje njihovu toničnost. Kristaloid može sadržati i glukozu ili može biti samo čist rastvor glukoze. Grupu kristaloidnih rastvora čine izotonični, hipotonični i hipertonični rastvori. I dok je uloga koloidnih rastvora još uvek nedovoljno ispitana, primena fiziološki balansiranih kristaloida bi mogla da bude najpodesnija za akutno lečenje kritično obolelih pacijenata.

## Značaj
Kako je sve je veći broj dokaza da izbor tečnosti za nadoknadu volumene može uticati na ishod bolesti, neprestano se u medicini istražuje primena idealnog rastvora za nadoknadu volumena koja bi trebalo:
- da izazove predvidiv i dovoljan porast cirkulišućeg volumena,
- da je po sastavu sličan ekstracelularnoj tečnosti,
- da se potpuno metaboliše i izlučuje bez akumulacije u tkivima,
- da ne izaziva štetne efekte
- da ima ekonomsku opravdanost primene.

Međutim trenutno ne postoji takav rastvor dostupan za kliničku upotrebu.

## Karakteristike
Kristaloidni rastvori (za razliku od koloidnih rastvora koji ostaju duže, oko dva sata, u intravaskularnom prostoru i održavaju stabilnim onkotski pritisak plazme), kratko se zadržavaju u organizmu, i nakon oko 30 do 60 minuta, boravka u intravaskularnom prostoru prelaze u intersticijum. Zato primena većih količina kristaloidnih rastvora može dovesti do stvaranja edema u tkivima.

## Vrste
Fiziološki rastvor (0,9% NaCl)
Dugo vremena se koristi 0,9% NaCl koji po svojim karakteristikama predstavlja hipertoni rastvor, jer ima veću koncentraciju natrijuma i hlora u odnosu na plazmu. Iako se ovaj rastvor neopravdano
naziva fiziološki rastvor, njegova prekomerna primena uzrokuje nastanak hiperhloremične metaboličke acidoze, imunološka6 i bubrežna oštećenja.
Nakon davanja izotonog slanog rastvora, distribucija rastvora se odigrava u ekstracelularnom prostoru, pošto natrijum ne prolazi membranu i ne ulazi u intracelularni prostor. Pošto vaskularni prostor zauzima 20% ekstracelularnog prostora, toliko će se i rastvora od ukupno datog zadržati u plazmi.
Hipertoni rastvor (3%, 5%, 7,5%)
Zbog velikog opterećenja natrijumom i vodom, nakon primene fiziološkog rastvora, došlo se na ideju za novi koncept nadoknade malim volumenom. Nadoknada malim volumenom podrazumeva primenu (3%, 5%, 7,5%) hipertonih rastvora u malim količinama, prilikom nadoknade volumena tečnosti. Taj koncept reanimacije nije dao kratkoročne niti dugoročne dobre ishode, pa je ubrzo napušten.
- Rastvor 3% NaCl — se uglavnom koristi u korekciji teške hiponatrijemije,
- Rastvor 5% i 7,5% NaCl — se koristi se kao jednokratna infuzija u reanimaciji hipovolemijskog

šoka i u cilju kontrole intrakranijalne hipertenzije.
Ringerov laktat
Ringerov laktat ili Hartmanov rastvor, po svom elektrolitnom sastavu, najsličniji je plazmi
zbog dodatka laktata (koji održavaju pufersku snagu rastvora) i metabolisanja u jetri.
Kako se deo laktata ne metaboliše (D-izomer), on može izazvati acidozu, pa se kod pacijenata sa
visokim nivoom laktata, ne savetuje njegova primena. Međutim, Ringerov laktat nalazi se u preporukama kao tečnost izbora u inicijalnom tretmanu masivnih krvarenja.
Rastvor 5% glukoze
Primena rastvora glukoze u rutinskoj terapiji nije preporučljiva, ali se 5% glukoza, kao hipotoni rastvor, primenjuje kod većeg gubitka vode iz tela.
Nakon davanja 5% glukoze, sva glukoza se metaboliše u jetri, a ostaje voda koja se raspoređuje po ekstra i intracelularnim odeljcima, u zavisnosti od volumena tečnosti.
Balansirani rastvori
Balansirani rastvori su posebna grupa rastvora, koja se preporučuju kao prva terapijska mera pri reanimaciji i nadoknadi cirkulišućeg volumena. U Ovim rastvorima je bikarbonatni jon (zbog nestabilnosti u plastičnim flašama) zamenjen laktatima, maleatima ili glukonatima. Oni su obično derivati originalnih Hartman i Ringer rastvora (npr Plazma-Lyte A).
Balansirani rastvori spadaju u grupu relativno hipotoničnih rastvora, jer imaju nižu koncentraciju
natrijuma nego ekstracelularna tečnost.
Prevelika primena balansiranih rastvora može izazvati hiperlaktemiju, metaboličku alkalozu, hipotoničnost i kardiotoksičnost.

## Neželjena dejstva kristaloida
Štetnost rastvora koji sadrže hlor

Visoka koncentracija hlora i niska jonska razlika rastvora, u poređenju sa plazmom, direktno doprinose jatrogenoj hiperhloremičnoj metaboličkoj acidozi, koja može da maskira, simulira i/ili izazove štetne posledice.
Štetnost slanih rastvora
Upotreba slanih rastvora dovodi do povećane incidence akutne bubrežne insuficijencije
Štetnost Ringerovog laktata
Ringerov laktat menja leukocitnu funkciju i remeti imunološki odgovor organizma, potencira migraciju neutrofila, deluje proinflamatorno i povećava stvaranje kiseoničnih supstanci.